# Jordan Caroline
Jordan Caroline (Champaign, Illinois; 15 de enero de 1996) es un jugador de baloncesto estadounidense que pertenece a la plantilla del Universo Treviso Basket de la Lega Basket Serie A. Con 2,01 metros de estatura, juega en la posición de alero.

## Trayectoria deportiva

### Universidad
Jugó una temporada con los Salukis de la Universidad del Sur de Illinois, en la que promedió 9,2 puntos y 6,2 rebotes por partido. Fue incluido en el mejor quinteto de novatos de la Missouri Valley Conference Al término de la misma, decidió ser transferido a otra universidad, eligiendo Nevada.
Tras el año en blanco que impone la NCAA, jugó tres temporadas más con los Wolf Pack de la Universidad de Nevada, en las que promedió 16,6 puntos, 9,1 rebotes y 2,0 asistencias por partido. Fue incluido en el segundo mejor quinteto de la Mountain West Conference en 2017, y en el primero las dos temporadas restantes.

#### Estadísticas
| Año      | Equipo            | PJ  | PT  | MPP  | %TC  | %3P  | %TL  | RPP | APP | ROB | TPP | PPP  |
| -------- | ----------------- | --- | --- | ---- | ---- | ---- | ---- | --- | --- | --- | --- | ---- |
| 2014–15  | Southern Illinois | 33  | 32  | 25.6 | .448 | .667 | .660 | 6.2 | .9  | .7  | .2  | 9.2  |
| 2016–17] | Nevada            | 35  | 34  | 35.1 | .463 | .337 | .590 | 9.2 | 1.9 | 1.1 | .3  | 15.0 |
| 2017–18  | Nevada            | 37  | 36  | 34.9 | .474 | .324 | .709 | 8.6 | 2.2 | .7  | .2  | 17.7 |
| 2018–19  | Nevada            | 33  | 33  | 35.5 | .452 | .368 | .628 | 9.6 | 1.9 | .6  | .3  | 17.0 |
| Total    | Total             | 138 | 135 | 32.9 | .461 | .348 | .646 | 8.4 | 1.8 | .8  | .3  | 14.8 |

### Profesional
Tras no ser elegido en el Draft de la NBA de 2019, en julio firmó con Los Angeles Lakers, con quienes disputó las Ligas de Verano de la NBA, participando en siete partidos, en los que promedió 14,6 puntos y 4,0 rebotes. El 5 de septiembre de 2019 se informó que Caroline se sometió a una exitosa cirugía en su quinto metatarsiano izquierdo y se esperaba que quedara fuera durante aproximadamente diez a doce semanas. Poco después fue despedido por los Lakers, aunque fue más tarde asignado a su filial en la G League, los South Bay Lakers.
En mayo de 2020, se compromete por el Hapoel Eilat de la Ligat Winner, la primera división del baloncesto israelí.
El 1 de julio de 2021, fichó por el Aquila Basket Trento de la Lega Basket Serie A italiana.
El 4 de agosto de 2022, firmó con el Melbourne United de la NBL Australia.
El 17 de noviembre de 2022, firma por el BAXI Manresa de la liga ACB. El 1 de enero de 2023, el jugador llega a un acuerdo con el club para rescindir su contrato.
El 3 de enero de 2023, firma por el Carplus Fuenlabrada de la Liga Endesa hasta el final de la temporada.